# Puya roldanii
Puya roldanii är en gräsväxtart som beskrevs av Julio Betancur och Callejas. Puya roldanii ingår i släktet Puya och familjen Bromeliaceae.
Artens utbredningsområde är Colombia. Inga underarter finns listade i Catalogue of Life.